# Kozan, Çandır
Kozan là một xã thuộc huyện Çandır, tỉnh Yozgat, Thổ Nhĩ Kỳ. Dân số thời điểm năm 2010 là 439 người.